# Pyrinia flavoapicata
Pyrinia flavoapicata es una especie de polilla de la familia Geometridae. La especie fue descrita por primera vez por Paul Dognin habiendo sido descrita en 1918, con distribución en Brasil. El holotipo de la especie fue descrita en São Paulo.